# Никола Кузинчев
Никола Филипов Петрѐвски (Петров) Кузинчев, известен като Кузинчо, е български революционер, деец на Вътрешната македоно-одринска революционна организация и Вътрешната македонска революционна организация.

## Биография
Кузинчев роден в 1873 година в костурското село Дреновени, днес Кранионас, Гърция. Влиза във ВМОРО в 1897 година. В 1902 година е четник на полковник Анастас Янков. През Илинденско-Преображенското въстание е в четата на Лазар Поптрайков, на следната 1904 година е в четата на Атанас Кършаков, а от 1907 година е самостоятелен войвода в Костурско. 
При избухването на Балканската война е доброволец в Македоно-одринското опълчение и е в Сборната партизанска рота на МОО. След разгрома на ротата е пленен и държан в трюма на параход в Солун заедно с Дине Гогов, Васил Иванов и Андон Юруков. След два месеца успяват да подкупят човек, който да осведоми за тях руския консул Александър Беляев и след негова намеса са изправени пред съд. През Първата световна война служи във Втори македонски полк. Включен е в състава на Четническата рота, взела участие във военния парад в Ниш на 5 януари 1916 г., на който присъства и германският император Вилхелм II. Редник Кузинчев е сред наградените от кайзера с германски орден „За военни заслуги“ на военна лента.
След войните работи в Дирекцията на полицията и продължава активно да участва в дейността на ВМРО. Никола Кузинчев успява да се внедри в организираната от Москва военна организация на БКП и да даде важна информация на Обществената безопасност за готвения за 15 април 1924 г. от Коминтерна и ВО на БКП военен пуч, завършил с кървавия атентат в църквата „Свети Крал“. Благодарение на него, полицията се добира да планове, документи, съветска агентура, канали за внасяне на оръжие от Съветския съюз. Информация за неговата ефективност е изтекла от полицията и стига до комунистите и те решават да го убият. Убит е от бойна група на БКП в началото на 1925 година.
Брат му Стоян Филипов също е деец на ВМОРО и на Илинденската организация.